# 新數學
新數學運動（英語：New Math）是1960年代的中學数学教育的大改革，由美國率先帶動。這次運動，起源於蘇聯在1957年將世界首枚人造衛星史普尼克1號送入太空，令美國大為震驚。美國認為蘇聯之所以在太空競賽領先，是因蘇聯的工程師是優秀的數學家，於是美國改革教育，以加強民眾的科學教育和數學能力，應對蘇聯的科技人才的威脅。歐美其他國家以至亞洲如日本、台湾和香港等地区也有跟隨，而改革未如美國激烈。

## 美國

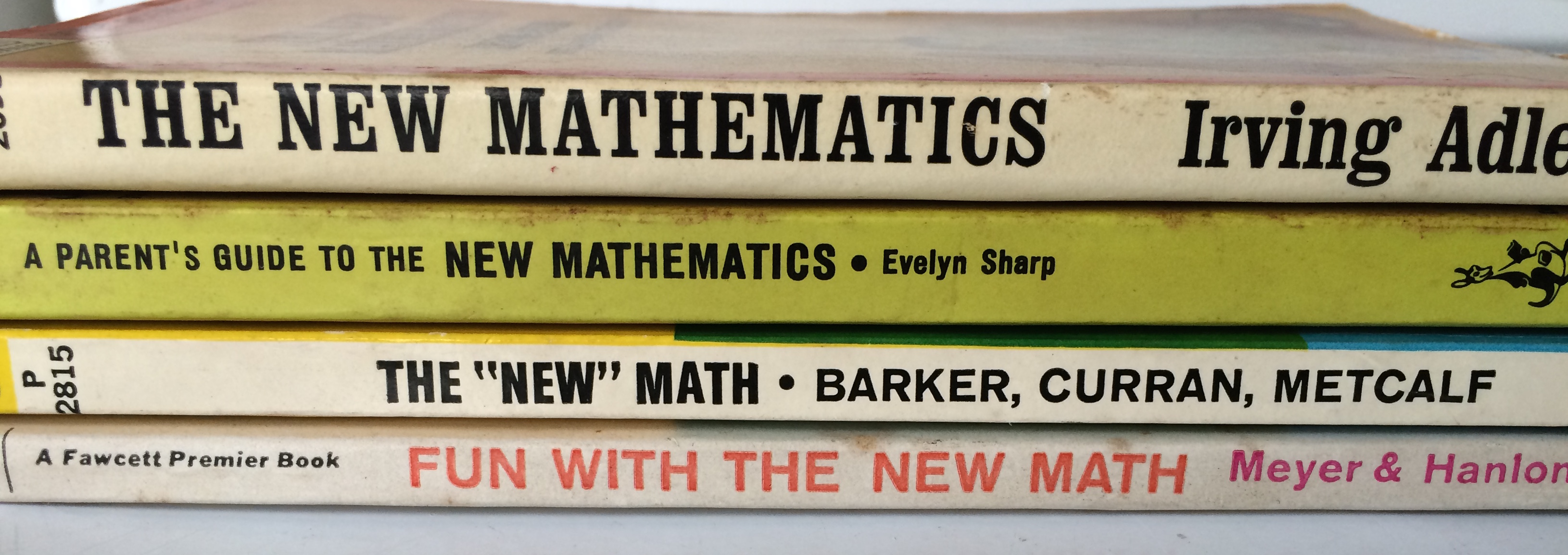
美國1960年代新數學課本

傳統中小學數學課程，把數學切割為算術、代數、幾何、三角等部分，各部分分開在不同年級教授。學生用一年在數學課學習代數，把許多不同的機械操作背下，比如多項式加減乘除、指數運算、根式運算、因式分解等等；在第二年數學課卻轉到演繹平面幾何，學習運用幾何的基本公理，逐步推出各條定理，但學生此前未接觸過邏輯證明，而定理的證明又往往有巧妙構想，對學生並不明顯，於是學生只能把證明背下來；到第三年數學課，學生又回到高等代數，從邏輯演繹轉回背誦更多更複雜的代數計算法。這種課程設計令數學科變為枯燥、機械、了無生氣的科目，學生無法明白學習數學的目的。當時數學課本由教育學院訓練出來的教師編寫，他們沒有深入理解數學，內容都是抄襲以往的課本，着重灌輸他們在學生時代所學的規則，卻吝於解釋其意義。美國公眾普遍沒有從學校數學課中學到多少東西，也不關心學校數學教育。
原子彈令美國公眾對物理學家和數學家改觀，而蘇聯的史普尼克衛星發射，則令公眾意識到美國的數學教育需要改革。
1951年，伊利諾伊大學向該州高中印發小冊子，指出工程學院的大學新生數學基礎太差，並列出高中應教授的數學課題，伊大的附屬高中因此組成一個委員會，負責修訂學校數學教學，稱為「伊利諾伊大學學校數學委員會」（University of Illinois Committee on School Mathematics，簡稱UICSM），這是「新數學」的開端。1957年，美國國家科學基金會撥款資助各理科科目發展新課程，數學科也為其一，獲撥款發展新數學課程的項目有：麥迪遜項目（Madison Project）、學校數學研究小組（School Mathematics Study Group，簡稱SMSG）、伊利諾伊大學學校數學委員會等。這些項目都是由數學教授主導，當中以學校數學研究小組得到官方最多支持，所獲撥款數以百萬美元計，其影響力也最廣。SMSG編寫了自一年級至十二年級的全套實驗課本，在美國各地培訓了不少中學教師使用這套課本教學，收集教師反饋來調整課本，也開放課本版權，鼓勵教科書商模仿編寫課本。
這些項目發展出的課程雖各有不同，但都強調理解。他們認為小學生要牢記算術的計算法，除了練習外，還要明白計算法背後的意思。因此在當時的小學算術中，會教授如二進制、十二進制等不以十為基底的記數系統，使學生在計算時不能只靠強記規則和不加思索地運用，比如在進行7進位數的加法時，學生要理解為何「百位數」的位值是49，才能正確計算，因此新數學課程強調學生要能夠分辨數（numbers）與用以表達數的數碼（numerals）的分別。由於現代數學以集合論為基礎，新數學課本內容以樸素集合論為基本語言。此外，課本強調使用公理系統演繹數學內容，例如算術是先構造自然數，列出加法和乘法的各條公理，即結合律、交換律、分配律公理，以公理學習運算，然後構造出負數、分數、整數的開方等，按照公理將運算延伸到這些新的數系；在進行計算時也要清楚每步驟基於哪一條公理，例如求解一條代數方程式，要將用到的方程式轉換公理平行並列。推動新數學的教育家強調，教授學童以公理化為基礎的數學，可令學生日後容易應付數學系統中的定理。所有新數學課程也強調要採用發現式學習，讓學生分為小組嘗試自行發現數學理論，再由教師引導修正他們的理論。新數學所加入的其他課題有模算術、代數不等式、矩陣、符號邏輯、布林代數及抽象代數，是現代數學的基礎課題。不過1960年代後，以上的課題除了代數不等式外，都降為次要或取消了。
教師和家長反對新數學，認為不應該用遠離學生日常經驗的課題，取代如算術等的傳統課題。教師也要教他們沒有完全明白的內容。家長擔心他們不懂子女學的課程，無法幫助子女學習。很多家長為了弄懂新數學，甚至陪子女一同上課。結果新數學的試驗被視為失敗，在1960年代末新數學已失去各界支持，只有一些校區繼續教授新數學多年。1970年代，美國教育界開展各科目的「回到基礎」（Back to the basics）運動，數學科要重新強調計算和代數技巧的訓練。1975年，美國的國家數學教育指導委員會（National Advisory Committee on Mathematical Education，簡稱NACOME）發表報告書，檢視美國近20年來的中小學數學教育，建議不要對立看待「新數學」和「舊數學」，應結合兩者的長處，在概念和技巧、具體和抽象間取得平衡。

## 法國
法國的新數學運動（法語：mathématiques modernes，意為「現代數學」），受到法國布爾巴基學派的影響。他們認為從各種公理系統所建立的抽象數學結構，成為了現代數學的嶄新的核心，而從自然科學到人文和社會科學，許多研究對象都可以化為這些抽象結構，現代數學就成為共同語言和概念工具。布爾巴基所編著的《數學原本》系列書籍，以結構的概念統一數學的各個分支。另一方面，瑞士心理學家尚·皮亞傑認為兒童認知數學時所形成的潛在心智結構，與布爾巴基提出的母結構（即序結構、代數結構、拓撲結構）類似。這就支持了在數學課中引入布爾巴基的數學結構思想。
二戰後的經濟發展，需要有良好數學基礎的科學家和工程師，而中小學的數學課程內容陳舊，高中數學都是1800年之前的知識，和現代數學有鴻溝，課程改革是當務之急。1959年，歐洲經濟合作組織在巴黎附近的Royaumont舉辦研討會，討論中學數學課程和教學法改革。會議中布爾巴基成員讓·迪厄多內發言時喊出口號：「打倒欧几里得」（À bas Euclide !）。1967年，法國教育部成立由法蘭西公學院教授，微分幾何學家André Lichnerowicz作主席的委員會，開始改革幼稚園和中小學的數學課程，制訂新課程綱要。
法國的新數學課程，引入樸素集合論、形式邏輯、關係和映射，介紹以公理定義的代數結構如群、環、域、向量空間，將傳統幾何用線性代數取代。新課程強調定義、定理、證明中的嚴謹性，不再強調數字、代數、三角等的計算。歐幾里得幾何利用了圖像和幾何直覺，被視為不嚴謹（希爾伯特曾經嘗試提出新的公理系統將之嚴謹化）；新數學的課本不使用圖像，例如夾角概念遲至高中第二年（Première）的數學課本中才定義，而且是抽象地在所有射線二元組的集合上，用旋轉變換定義一個等價關係，然後將其等價類稱為夾角。
推行新數學課程遇到兩大困難：一方面，二戰後的嬰兒潮令學生急增，中小學需要大量數學教師，所以8成數學教師都沒有數學教育專業資格，未受過高等數學訓練，難以教授新數學課程。另一方面，當時法國推行中學教育普及化，延長強制教育至16歲，導致中學生的社會背景和能力差異擴大，但是所有學生都要學同一個課程，對準備初中畢業後工作的學生來說，新數學課程太脫離現實。
1970年代初，改革的危機出現。許多數學家和物理學家，批評新數學的課程過於形式化和抽象，對大部分缺乏準備的學生和教師沒有好處。委員會的工作停止，Lichnerowicz在1973年辭職。到1970年代末，大部分的改革也被放棄，歐幾里得幾何重新納入，計算訓練受重視，但是其後的數學課程綱要，被視為組織鬆散，不夠連貫，愈來愈多課題被刪除以減低難度，對學生的想像和推理能力要求甚低。

## 香港
時任香港大學數學系系主任的黃用諏教授，於1961年訪問英國的南安普敦大學，參加了「新數學」講座，便將「新數學」帶到香港。在1962年暑假，香港大學舉辦「新數學」講座，向中學教師介紹「新數學」運動，參加的教師有數百位。同年香港大學也將邏輯及集合論，加入其入學資格考試的普通程度（英文中學的中六級考試，1965年最後一屆之後取消）及高級程度純粹數學的考試課程，於1964年首次考核。其後，約在1962—1963年間，香港教育司署數學組成立委員會，研究在中學試行「新數學」課程。此時香港數學教育跟從英國，把中學數學劃分成算術、三角、幾何（有理論部分及尺規作圖部分）、代數四個互相獨立的範圍。課程較注重掌握繁雜的運算，如英制單位及舊制英國貨幣的換算，及筆算立方根等。而新數學運動強調數學內在的結構及邏輯推理，著重現代數學各領域間的統一性，故受到當時香港數學教育界重視，期待新數學能令數學教育現代化。雖然原本中學數學課程的平面幾何也有邏輯訓練，但新數學利用符號邏輯和集合論等課題，將邏輯獨立出來教授，因此教育界認為比起從平面幾何中學習邏輯，新數學以代數推理學習邏輯較為直接，應更易訓練學生邏輯思維。所以新數學將原來課程中平面幾何較難的部份刪除。當時香港稱原來的中學數學課程為「舊數」，將新數學課程稱為「新數」。
1964年新數學首先在伊利沙伯中學試行，隨後幾年增至約十間中學。初時用的是外國教科書，其後在香港也有人編寫新數學教科書，其中以半群學社（英語：Mathematics Study Monoid）的教科書較多人採用。隨後其他學校也爭相開設新數學。教育司署數學組也為新數學編訂會考課程，作為會考數學科的另選課程，稱為「課程乙」（Syllabus B），在1969年香港英文中學會考首次施行。「舊數」課程在早兩年的會考已稱為「課程甲」，雖然1967年和1968年仍只有一個會考數學課程。羅富國教育學院也設立培訓課程，訓練中學教師教授新數學。至於香港中文中學會考，就在1973年開設新數學考試，稱為「普通數學」科的「課程二」，原有課程自1971年會考起稱為「課程一」。次年會考合併，此兩課程中文與英文中學尚未合併，中文中學的「新數」「舊數」分別稱為數學科的「課程甲」和「同等課程甲」，英文中學兩者分別稱為「課程乙」和「同等課程乙」（Alternative Syllabus B）。1975年起，中文中學與英文中學合併課程，「新數」和「舊數」分別名為「數學」和「數學（同等課程）」。
新數學推行初期一般學生對新數學的學習困難未出現，因為當時新數學只在初中實行，學生即使不明白新數學中的抽象概念，也可以模仿教科書的例題作答。（例如解方程得出答案是x=3，但要求學生寫「解集合是{3}」。）而當時香港實行精英教育，只有成績好的學生才能升讀中學，故此其學習能力也較好。要到新數學推行了幾年後，學生升到高年班，教師教較難的課題時，才發覺學生的新數學的知識基礎薄弱。由於新數學在香港很快就廣泛推行，師資培訓未能配合，而資深教師也不願意轉教新課程。另外香港的新數學教科書過度形式化，只顧引入抽象概念，忽視其後的實質，使得教學中也出現同樣問題，甚至令人誤以為新數學就是集合論。
1970年代初，有中學放棄新數學，轉回教授「舊數」課程，有些較好的中學則新舊兼教。教育司署也每年修改「新數」和「舊數」會考課程，直到後來兩者課程已改得差不多，教育當局於是在1977年宣佈，將兩者合成一個會考課程，稱為「合併數」，於1983年會考推行，稱為「課程乙」。新數學中獲保留的課題，多為應用性較強者，如統計、概率、線性規劃等。
有關社會轉變，在當時的電視劇也有反映。例如有一集《獅子山下》，劇中的爸爸拿着兒子的數學書問：「為什麼一加一會等於十？」然後兒子回答：「你明甚麼？這叫做新數！」
香港數學家，中國科學院院士莫毅明，表示他升讀中學時正值推行新數學，他既從新數學學會線性代數、數理邏輯，也從舊數學課本學會以解題為中心的古典數學，數學根底紮實。所以到他中學畢業，獲得獎學金到芝加哥大學升學時，已能學習研究院的數學課程。

## 批評
莫里斯·克萊因在1973年出版《Why Johnny Can't Add: the Failure of the New Math》（中譯本《新數學為何失敗》）他指出一些新數學的支持者忽略了數學的成果是累積出來的，學生不可能在未知道早期數學前就去學近代數學。他評論新數學強調抽象性時，指出數學的抽象化不是數學發展的第一步，而是最後一步。
著名日本數學家小平邦彦，親歷兩名女兒在美國的中學學習新數學。他指出新數學錯誤在於混淆了現代數學的基本概念和數學發展的初等概念：歷史發展由初級至高級，愈早出現的數學愈初級，學生愈容易學會。集合雖然是數學的基本概念，但是在19世紀末才出現，並非初等概念，因此學生難以明白。而且新數學為遷就學生認知能力，只教有限集合，又教「一一對應」概念比較有限集合大小；但集合論原是為了處理無窮集合，一一對應也是用於比較無窮集合的大小，全無必要用於有限集合。新數學教學生從公理系統看普通代數運算，設若干公理證明別的性質，例如ab = ba和a(b+c) = ab + ac是公理，用來證明(b+c)a = ba + ca，但它們都是不證自明的，學生不明白公理的意義。數學理論的形式公理主義，是20世紀初出現，用以建立非歐幾何，抽象代數結構等，這些都是中小學生沒接觸到的。而歐幾里得幾何是有著二千年歷史的初等數學，直到18世紀仍是數學中唯一的公理系統，且是由不證自明的公理逐漸推出不平凡的定理，因此最適合用來給學生思考公理構造。新數學只教學生現代數學最無趣的部份，學生不理解其目的何在，只覺得數學把無聊內容複雜化，因而鄙視數學。